# Chrysotoxum ladakense
Chrysotoxum ladakense är en tvåvingeart som beskrevs av Shannon 1926. Chrysotoxum ladakense ingår i släktet getingblomflugor, och familjen blomflugor. Inga underarter finns listade i Catalogue of Life.